# Digney-Einheit
Die Digney-Einheit war eine in Frankreich von der französischen Telegraphen-Manufaktur Digney Frères entwickelte Maßeinheit des Elektrischen Widerstands. Digney definierte dabei den Widerstand, den ein Eisendraht von einem Kilometer Länge und einem Durchmesser von 4 mm aufweist, als eine Widerstandseinheit.
Eine Digney-Einheit entspricht dabei seit 1867 9,534 Ω.